# 大宇財閥
大宇財閥（テウざいばつ 英: Daewoo Group）は、1999年に経営破綻した韓国の企業グループ。大宇グループとも呼ばれていた。
破綻前は、韓国の10大財閥の1つに数えられ、現代に次ぎ、韓国第2位の企業グループだった。

## 経営破綻
アジア通貨危機で苦境に陥り、1999年夏、ゼネラルモーターズ（GM）による中核企業の大宇自動車（現在の韓国GM）への出資交渉が決裂したことから経営難が明らかになった。この結果、韓国政府によるグループの解体が行われ、大宇グループは経営破綻した（事実上の倒産）。
その過程でグループ会長の金宇中が43兆ウォン（当時の日本円で約4兆900億円）を持ってヨーロッパに逃亡した。2005年6月14日にベトナムから帰国後、背任などの罪で裁判にかけられ、2006年11月3日に懲役10年と210億ウォン（約25億円）という過去最高の罰金を科す判決を言い渡された。
なお、傘下の企業は債権団の管理下（ワークアウト）の中、順調に再建を果たしており、建設機械で最大手の大宇総合機械を筆頭に売却が始まったが、その過程で大宇の名を冠した企業はほとんどが改名されたため、現在では非営利団体の「大宇財団」「大宇世界経営研究会」（旧大宇人会）などが、当時のロゴ、フォントを使い存続している。

## 当時のグループ企業

### 現在も社名が変更されていない企業
- 大宇建設（錦湖アシアナグループが買収後に再度経営破綻、韓国産業銀行へ売却）

### 現社名から大宇が消滅した企業
現代グループ
- 釜山大宇ロイヤルズ → 釜山アイコンス → 現 釜山アイパーク

斗山グループ
- 大宇総合機械 → 現 斗山インフラコア（斗山グループへ売却後、2021年に現代重工業へ再売却）

ポスコグループ
- 大宇インターナショナル → ポスコ大宇 → ポスコインターナショナル
- 大宇エンジニアリング → ポスコエンジニアリング → ポスコ建設

ハンファグループ
- 大宇造船海洋 → ハンファオーシャン

その他
- 大宇キャピタル → 亞洲キャピタル → ウリィ金融キャピタル（ウリィ銀行グループ）
- 大宇証券 → 未来アセット大宇 → 未来アセット証券（未来アセット金融グループ）
- 大宇電子–家電メーカー「DAEWOO」ブランドの家電販売 →  大宇エレキ（インドの電機最大手ビデオコン（英語版）に売却）→ 東部大宇電子（東部グループ）→  ウィニ電子（大有ウィニグループ）
- 大宇精密工業 → S&T大宇 → SNTモーティブ（S&Tグループ）
- 大宇自動車販売 → ザイル大宇バス → ザイル大宇商用車 → ザイル商用車（永安帽子グループ）

### 解体された企業
- 大宇自動車
  - 乗用車部門→ GM大宇自動車技術 → 現 韓国GM
  - トラック部門→ 現 タタ大宇
  - バス部門→ 現 大宇バス → ザイル大宇商用車